# HD 222932
HD 222932，又名BD+55 3010，SAO 35728、HR 9000，是一颗恒星，视星等为6.51，位于銀經113.61，銀緯-5.86，其B1900.0坐标为赤經23h 39m 55.6s，赤緯+55° -5.86′ 41″。